# یاسوهیرو اینابه
یاسوهیرو اینابه (به ژاپنی: 稲葉 泰弘؛ زاده ۲۱ اکتبر ۱۹۸۵) کشتی‌گیر اهل ژاپن در دسته ۵۵ کیلوگرم کشتی آزاد است. او برنده مدال برنز مسابقات قهرمانی کشتی جهان ۲۰۱۰ و مدال برنز بازی‌های آسیایی ۲۰۱۰، و همچنین نایب‌قهرمان مسابقات قهرمانی کشتی آسیا در سال‌های ۲۰۱۱ و ۲۰۱۲ شده است.
او در فینال مسابقات قهرمانی کشتی کشور ژاپن به شینیچی یاموتو باخت و دوبنده تیم ملی ژاپن و حضور در المپیک ۲۰۱۲ لندن را از دست داد.
قهرمانی دانشگاهی جهان در سال ۲۰۰۸ و نایب‌قهرمانی جوانان جهان در سال ۲۰۰۵ دیگر افتخارات این کشتی‌گیر ژاپنی است.